# Frederik Kjettrup
Frederik Kjettrup, född 2 januari 2000 i Åbybro, är en dansk professionell golfspelare som spelar för Cleeks Golf Club i Liv Golf. Han har tidigare spelat på PGA Tour Americas.
Kjettrup har vunnit tre Americas-vinster. Han deltog också vid 2024 års U.S. Open men där klarade Kjettrup dock inte den fastställda kvalgränsen efter två rundor.
Innan han blev proffs studerade Kjettrup vid Florida State University och spelade för deras idrottsförening Florida State Seminoles.